# Castelo de Wijnendale
Castelo de Wijnendale é uma residência histórica em Wijnendale, Flandres Ocidental, na Bélgica.

## História
O primeiro castelo foi erguido por Roberto I, Conde da Flandres, no fim do século XI e utilizado como base para operações militares.